# Зграда Народне пиваре у Панчеву
Зграда Народне пиваре у Панчеву представља целину објекта насталих од 1722. до почетка 20. века. Представља заштићено непокретно културно добро као споменик културе од великог значаја.
Најстарију индустријску грађевину на територији Војводине чини улична зграда са централним делом у облику високог торња, односно димњака, изграђена 1722. године. У улици Николе Тесле је једноспратни пословно-стамбени објекат из прве половине 19. века. Почетком 20. века сазидан је угоститељски објекат са баштом и сењаком, а надовезује се на спратни објекат који има улаз са настрешницом од кованог гвожђа застакљеним армираним стаклом изведеним у сецесијском стилу. Капија која води у башту полукружно је засведена и једним делом се ослања на објекат, а другим на степенасти зидани довратник. У лунети изнад капије је рељеф Светог Ђорђа, а на углу ниша са статуом Светог Јана Непомука.
Конзерваторски радови на делу објекта изведени су 1995. године.
Зграда је потпуно уништена у пожару 2005. године и није обновљена.